# Дјечин
Дјечин (чеш. Děčín) град је у Чешкој Републици, у оквиру историјске покрајине Бохемије. Дјечин је трећи по величини град управне јединице Устечки крај, у оквиру којег је седиште засебног округа Дјечин.
Град Дјечин је последњи значајнији чешки град на реци Лаби пре него што она уђе у Немачку. Стога је то и најниже смештен град (135 м н. в.) у целој држави.

## Географија
Дјечин се налази у северозападном делу Чешке републике, близу границе са Немачком. Град је удаљен од 100 км северно од главног града Прага, а од оближњег Уста на Лаби 30 км североисточно.

### Рељеф
Дјечин се налази у северном делу историјске области Бохемије. Град се налази у долини реке Лабе на приближно 135 м надморске висине. Са 135 m надморске висине то је најниже положен град у целој држави. Град је смештен у клисури коју оружују планине: Дечинска Врховштина северно, Лужичке горе источно и Чешко средогорје јужно.

### Клима
Клима области Дјечина је умерено континентална.

### Воде
Град Дјечин се налази на реци Лаби, на месту где се мања река Плочница улива у њу. Река овде тече клисурастим делом свог тока, делећи град на западни и источни део, који су некад били засебна насеља.

## Историја
Подручје Дјечина било је насељено још у доба праисторије. Насеље под данашњим називом први пут се у писаним документима спомиње у 9. веку као словенско насеље, а насеље је у 13. веку добило градска права.
1919. године Дјечин је постао део новоосноване Чехословачке. 1938. године Дјечин, као насеље са немачком већином, је оцепљено од Чехословачке и припојено Трећем рајху у склопу Судетских области. После Другог светског рата месни Немци су се присилно иселили из града у матицу. У време комунизма град је нагло индустријализован. После осамостаљења Чешке дошло је до опадања активности тешке индустрије и до проблема са преструктурирањем привреде.

## Становништво
Дјечин данас има око 53.000 становника и последњих година број становника у граду опада. Поред Чеха у граду живе и Словаци и Роми.

## Партнерски градови
- Пирна
- Јонава

## Галерија
- Лаба код Дјечина
- Главни градски трг
- Познати ружичњак Дјечинског замка
- Градска катедрала